# Bodo Schielicke
Bodo Schielicke (* 16. Januar 1935 in Halberstadt; † 2008 in Grebbin) war ein deutscher Schauspieler, Hörspielsprecher und Drehbuchautor.

## Beruflicher Werdegang
Seine Schauspielausbildung erhielt Bodo Schielicke von 1953 bis 1956 an der Theaterhochschule in Leipzig. Das anschließende einjährige Praktikum absolvierte er an den Städtischen Bühnen Erfurt. Nach ersten Engagements in Putbus und Greifswald war er von den 1970er Jahren bis zum Ruhestand im Jahr 2000 festes Ensemblemitglied des Mecklenburgischen Staatstheaters Schwerin. Seine Kollegen widmeten ihm nach seinem Tod 2008 den Platz Nr. 208 im Parkett des Theaters. Parallel zur Theaterarbeit wirkte  Schielicke immer wieder mit kleineren Rollen in Fernsehschauspielen und -filmen sowie in Hörspielen mit. Er schrieb auch Drehbücher und führte Regie.

## Filmographie (Auswahl)

### Als Darsteller
- 1960: Die Jugend der Väter, Schauspiel von Boris Gorbatow, Fernsehaufführung
- 1961: Der Untergang der „Eppie Reina“ (Fredericus van Gaanderen), Schauspiel von Klaas Smelik, Fernsehinszenierung
- 1962: Alexander (ein Journalist), Fernseherzählung von Hans-Günther Strauch
- 1964: Peitsche im Paradies (John Hughes), Fernsehspiel von Walter Kaufmann
- 1967: Thetis schweigt, Fernsehspiel des Fernsehfunks der DDR von Helfried Schreiter
- 1967: Wie viel Erde braucht der Mensch, Fernsehdokumentation von Ulrich Wiener
- 1967: Porträt eines Helden (Dr. Jonathan Spring), Schauspiel von Robert L. Joseph, Fernsehinszenierung
- 1967: Freibrief für Mord (Edwin Baker), Schauspiel von Elaine Morgan, Fernsehinszenierung
- 1968: Warschauer Konzert (Ruff), Schauspiel von Horst Enders, Fernsehinszenierung
- 1969: Der Wald, Drama von Alexander N. Ostrowski, Fernsehinszenierung
- 1970: Die fromme Martha (Don Juan), Lustspiel von Tirso de Molina, Fernsehinszenierung
- 1973: Attentat in Colorado, Fernsehspiel von Otto Bonhoff
- 1974: Mörder ohne Tote (Sekretär), Fernsehspiel von Peter Schneider
- 1974: Das Mädchen Malle (fiktiver Bereichsleiter), Fernsehen der DDR
- 1974/75: Aus meiner Kindheit (Kaiser-Begleiter), DEFA-Spielfilm, Regie: Bernhard Stephan[2]
- 1977: Eine vollkommen erlogene Geschichte (Verkehrspolizist), Fernsehen der DDR[3]
- 1977: Nach Feierabend, DEFA-Kurz-Dokumentarfilm[4]
- 1989: Polizeiruf 110: Drei Flaschen Tokajer (Dr. Hansen), nach einem Kriminalroman von Klaus Möckel, Fernsehen der DDR[5]
- 1990: Wilhelm Tell (Petermann, der Sigrist), Schauspiel von Friedrich Schiller, Fernsehaufführung der Inszenierung des Mecklenburgischen Staatstheaters Schwerin
- 1994: Asphaltflimmern (Friseur), Drama von Johannes Hebendanz[6]
- ?: Großstadtrevier (Portier), Studio Hamburg[7]
- ?: Küstenwache, Opal Filmproduktion
- ?: Tatort, 1 Schimanski-Folge (Hausmeister)

### Als Drehbuchautor
- 1972: Miss Jenkins seltsame Gäste, Kriminalgeschichte, Ostseestudio Rostock
- 1977: Das Dünenhaus, Fernsehlustspiel, Ostseestudio Rostock
- 1981: Der Badekarren, Geschichten um Badekultur, Buch und Regie, Fernsehen der DDR

## Hörspiele (Auswahl)
- 1970: Sergei Petrowitsch Antonow: Erzählungen über Lenin (Korschunow) – Regie: Peter Groeger (Original-Hörspiel – Rundfunk der DDR)
- 1975: Albert Camus: Aufstand in Asturien (ein Capitan) – Regie: Peter Groeger (Originalhörspiel – Rundfunk der DDR)
- 1987: Ehm Welk: Das Heidendöpen (Vorlage: Die Heiden von Kummerow) (Kantor) – Regie: Reiner Flath (Hörspielbearbeitung, Kinderhörspiel, Kurzhörspiel – Rundfunk der DDR)
- 1987: Marie von Ebner-Eschenbach: Das Gemeindekind (2) (Wirt) – Regie: Joachim Staritz (Hörspielbearbeitung, Kinderhörspiel – Rundfunk der DDR)
- 1988: John Brinckman: Schiemannsgarn (Buton) – Regie: Reiner Flath (Hörspielbearbeitung, Kinderhörspiel – Rundfunk der DDR)

Quelle: ARD-Hörspieldatenbank

## Theater (Auswahl)
- 1958: Der Lohndrücker (Buchhalter) von Heiner Müller – Regie: Eugen Schaub / Horst Ludwig (Städtische Bühnen Erfurt)
- 1963: Einer geht baden (Willi Battler) von Ulrich Wiener (Theater Putbus)
- 1976: Ein Gespräch im Hause Stein über den abwesenden Herrn von Goethe  von Peter Hacks (M. Staatstheater Schwerin) Einstudierung und Regie
- 1978: Brecht-Entdeckungen (M. Staatstheater Schwerin)[8]
- 1982: Der private Frieden (Amphiteos) von Aristophanes/Bartsch (M. Staatstheater Schwerin)